# FTR
FTR (estilizado como #FTR) é uma dupla de luta livre profissional formada por Cash Wheeler e Dax Harwood. Eles atualmente trabalham para a All Elite Wrestling. Eles também são conhecidos por sua passagem na WWE, onde eram individualmente conhecidos como Dash Wilder e Scott Dawson, e coletivamente conhecidos como The Revival. Durante sua passagem na WWE eles venceram por duas vezes o Campeonato de Duplas do Raw, uma vez o Campeonato de Duplas do Smackdown, e duas vezes o Campeonato de Duplas do NXT.

## Na luta livre
- Movimentos de finalização da dupla
  - Figure four leglock (Dawson) seguido por um diving stomp no joelho do oponente (Wilder)
  - Good Night Express (Shatter Machine)  (Combinação Flapjack (Dawson) / Double knee facebreaker (Wilder))
- Movimentos característicos da dupla
  - Dawson aplica um Belly to back para elevar Wilder para um leg drop
  - Drop toe-hold (Wilder) em um running elbow drop (Dawson)

## Títulos e prêmios
- All Elite Wrestling
  - AEW World Tag Team Championship (1 vez)
- Lucha Libre AAA Worldwide
  - AAA World Tag Team Championship (1 vez, atual)
- New Japan Pro Wrestling
  - IWGP Tag Team Championship (1 vez)
- WWE NXT
  - NXT Tag Team Championship (2 vezes)
  - NXT Year-End Award (2 vezes)
    - Luta do ano (2016) com Dash Wilder vs #DIY (Johnny Gargano e Tommaso Ciampa) em uma two-out-of-three falls match pelo NXT Tag Team Championship no NXT TakeOver: Toronto
    - Dupla do ano (2016) com Dash Wilder

- WWE
  - WWE RAW Tag Team Championship (2 vezes)
  - WWE SmackDown Tag Team Championship (1 vez)
  - WWE 24/7 Championship (1 vez)